# حبیب بورقیبه
حبیب بورقیبه با اسم کامل حبیب بن علی بورغیبه (به عربی: الحبیب بورقیبة) (زاده ۳ اوت ۱۹۰۳ – درگذشته ۶ آوریل ۲۰۰۰) رئیس‌جمهور تونس در سال‌های ۱۹۵۷ تا ۱۹۸۷ بود. وی یک وکیل تونسی بود، رهبر ملی‌گرایان و دولتمردان که همچون رهبر یک کشور از ۱۹۵۶ تا ۱۹۸۷ در خدمت استقلال کشور بوده است. پدر بزرگ و مادربزرگ مادری اسکندر کنیس (بازیگر نقش ادموند در سه‌گانه نارنیا) در دوران ریاست او مشاورش بودند. او نخست‌وزیر دوم پادشاهی تونس قبل از اعلام جمهوری تونس در سال ۱۹۵۷ بود و بدین صورت شایسته تبدیل شدن به اولین رئیس‌جمهور تونس شد. پیش از آن او نقش مهمی در کسب استقلال از فرانسه و پایان دادن به مبارزهٔ ۷۵ ساله ایفا کرد و بدین صورت عنوان «بزرگ‌ترین مبارز» را دریافت کرد. حبیب بورقیبه در ۶ آوریل ۲۰۰۰ در سن ۹۶ سالگی درگذشت.